# Breehorn
Breehorn ist eine Bootswerft für hochseetaugliche Segelyachten, kleine Kielboote und Motoryachten.
Die Werft wurde 1966 als Jachtwerf Elahuizen in Elahuizen am Heegermeer in der niederländischen Provinz Friesland von Laus van den Berg gegründet und baute kleinere, offene Segelboote wie BM-Jollen, Fly Tours und Polyvalken (Ungefähr 4000 Polyester-Rümpfe für Polyvalken sind durch Breehorn gebaut wurden). 1976 wurde die Werft in Breehorn umbenannt, und 1984 zog man nach Woudsend um. Anfang der 1990er Jahre stieg Laus van den Bergs Sohn Lars in die Werft mit ein. Der Werftgründer starb und 2005 verkaufte Lars van den Berg die Firma um sie seit 2011 zusammen mit Marc de Vries vor der Insolvenz zu bewahren und weiterzubetreiben. Breehorn baut aktuell Boote von 31 bis 55 Fuß Länge, besonders die Breehorn 37 ist in den Niederlanden weit verbreitet und unter Seglern ein Begriff. Von diesem Modell wurden bisher ca. 130 Stück gebaut (Stand 2024), „Die Breehorn 37 wird seit 1984 (sic, korrekt ist 1980) bis heute ununterbrochen gebaut und gehört in den Niederlanden schon lange zu den gefragtesten Fahrtenyachten auf dem Markt.“  Die Werft baut ihre Boote aus GFK oder, seltener, in Kompositbauweise mit einem Aluminiumrumpf und einem GFK-Deck und ist bekannt für klassische Entwürfe, hauptsächlich vom in den Niederlanden sehr bekannten Konstruktionsbüro Dick Koopmans (Breehorn 31, 37 und 44) und seit ca. 2006 von Simonis-Voogd (Breehorn 41, 48 und 55). Erstere sind durch Einfachheit und moderne Kuttertakelung sowie der Bedienung der Fallen am innerhalb einer stabilen Mastreling am Mast gekennzeichnet. Die Entwürfe von Simonis-Voogd sind etwas moderner ohne den Markenkern stäbiger Hochseejachten zu negieren. Die Modelle ab 41 Fuß Länge weisen alle ein festes Doghouse auf.
Außer den Segelbooten werden auch noch zwei Typen Motorboote gebaut, die Goodwin 44 und die Dutch Runabout.

## Modelle
Aktuell werden folgende Boote angeboten:
| Modellbezeichnung | Länge           | Verdrängung | Segelfläche | Designbüro      | Link zu Zeichnung und Daten | Erstwasserung | Stückzahl |
| ----------------- | --------------- | ----------- | ----------- | --------------- | --------------------------- | ------------- | --------- |
| Breehorn 31       | 31 ft / 9,40 m  | 4,2 to      | 52,8 m²     | D. Koopmans jr. | Breehorn 31                 | 2013          | unbekannt |
|                   | 37 ft / 11,20 m | 7,8 to      | 71,6 m²     | D. Koopmans sr. | Breehorn 37                 | 1980          | >130      |
|                   | 41 ft / 12,40 m | 9,3 to      | 81,2 m²     | Simonis-Voogd   | Breehorn 41                 | 2006          | unbekannt |
| Breehorn 44       | 44 ft / 13,20 m | 13,0 to     | 104,5 m²    | D. Koopmans sr. | Breehorn 44                 | 2006          | unbekannt |
| Breehorn 48       | 48 ft / 14,65 m | 16,0 to     | 103,7 m²    | Simonis-Voogd   | Breehorn 48                 | 2009          | unbekannt |
| Breehorn 55       | 55 ft / 16,70 m | 22,0 to     | 138,0 m²    | Simonis-Voogd   | Breehorn 55                 | 2024          | 1         |